# La Belle Espionne
Pour les articles homonymes, voir Sea Devils.
Pour plus de détails, voir Fiche technique et Distribution.
La Belle Espionne (titre original : Sea Devils)  est un film d'espionnage américano-britannique réalisé par Raoul Walsh, sorti en 1953.

## Synopsis
En 1800 (d’après le préambule du film, mais en réalité en 1803) Napoléon a pour projet d’envahir l’Angleterre. Un soir, à Guernesey, Gilliatt et Willie, des pêcheurs devenus contrebandiers à cause des guerres napoléoniennes, aident la belle Droucette à rencontrer Lethierry, un aristocrate local, sans savoir qu'ils sont tous les deux des espions au service de l'Angleterre. La mission de Droucette est de se faire passer pour la comtesse de Rémuset, en prison à Londres, et d'obtenir des informations sur le plan d'invasion de l'Angleterre par Napoléon. Elle embarque pour la France sur le bateau de Gilliatt, lui faisant croire qu'elle veut sortir son frère des prisons françaises. A la suite d'un quiproquo, Gilliatt, la prenant pour une espionne française, la kidnappe puis, le quiproquo levé, la ramène en France où elle elle rencontre Fouché, en mission pour préparer la venue de Napoléon, puis à entendre ce dernier discuter de son plan d'invasion avec ses officiers. Mais Fouché, méfiant, découvre avec l'aide du baron de Vaudrec, qu'elle n'est pas la vraie comtesse de Rémuset et l'emprisonne. Prévenu par pigeon voyageur, Lethierry organise l'évasion de la jeune femme, mais son message est intercepté par Fouché qui organise sa fausse évasion pour la faire suivre. Gilliatt et Willie arrivent à temps pour retenir Fouché et ses hommes et permettre ainsi à Droucette de s'échapper dans leur bateau. Une fois en sécurité, Gilliatt et Droucette s'embrassent.

## Fiche technique
- Titre original : Sea Devils
- Titre français : La Belle Espionne
- Réalisation : Raoul Walsh
- Scénario : Borden Chase d'après le roman Les Travailleurs de la mer de Victor Hugo
- Direction artistique : Wilfrid Shingleton
- Costumes : Elizabeth Agombar
- Photographie : Wilkie Cooper
- Son : W.H. Lindop
- Montage : John Seabourne Sr.
- Musique : Richard Addinsell
- Production : David E. Rose
- Production associée : John R. Sloan
- Société de production : Coronado Productions ; RKO Radio Pictures
- Société de distribution :  RKO Radio Pictures
- Pays d'origine :  Royaume-Uni,  États-Unis
- Langue : anglais
- Format : Couleurs (Technicolor) – 35 mm - 1,37:1 - Son mono (Western Electric Recording)
- Genre : Film d'aventure
- Durée : 91 minutes
- Dates de sortie : 
  - Royaume-Uni : avril 1953
  - États-Unis : 23 mai 1953
  - France : 11 juin 1954
- Affiche : René Péron (France)

## Distribution
- Yvonne De Carlo  (V.F : Claude Winter) : Droucette
- Rock Hudson  (V.F : Jean Claudio) : Gilliatt
- Maxwell Reed (V.F : Claude Bertrand) : Rantaine
- Denis O'Dea  (V.F : Maurice Dorléac) : Lethierry
- Michael Goodliffe  (V.F : Jean Gournac) : Ragan
- Bryan Forbes  (V.F : Guy Decomble) : Willie
- Jacques Brunius  (V.F : Jacques Beauchey) : Joseph Fouché
- Gérard Oury  (V.F : Lui-même) : Napoléon
- Arthur Wontner  (V.F : Camille Guérini) : le baron de Vaudrec
- Keith Pyott : le général Latour
- Ivor Barnard (V.F : Paul Ville) : Benson
- Larry Taylor : Blasquito
- Rene Poirier (V.F : Pierre Morin) : Duprez